# Trypheridium nuristanicus
Trypheridium nuristanicus is een keversoort uit de familie soldaatjes (Cantharidae). De wetenschappelijke naam van de soort werd in 1956 gepubliceerd door Wittmer.